# Andover (Iowa)
Pour les articles homonymes, voir Andover.
Andover est une ville du comté de Clinton, dans l’Iowa, aux États-Unis.